# Hersilia mowomogbe
Espèce
Hersilia mowomogbe est une espèce d'araignées aranéomorphes de la famille des Hersiliidae.

## Distribution
Cette espèce se rencontre au Cameroun et en Congo-Kinshasa.

## Description
Les mâles mesurent de 6,88 à 7,20 mm et la femelle 8,4 mm.

## Publication originale
- Foord & Dippenaar-Schoeman, 2006 : A revision of the Afrotropical species of Hersilia Audouin (Araneae: Hersiliidae). Zootaxa, no 1347, p. 1-92.